# Université de Shizuoka
L'Université de Shizuoka (静岡大学, Shizuoka Daigaku), couramment abrégée en Shizudai, 静大, est une université nationale japonaise, située à Shizuoka, dans la préfecture de Shizuoka, au Japon.

## Localisation
L'université de Shizuoka est située dans l'arrondissement Suruga de la ville de Shizuoka, dans la préfecture de Shizuoka, au Japon. Elle dispose d'un campus à Hamamatsu, dans l'arrondissement Chūō.

## Histoire
L'université de Shizuoka est créée en juin 1949, par le regroupement de plusieurs établissements de formation universitaire dont la high school de Shizuoka, fondée en 1922, l'université agricole de la préfecture de Shizuoka et le collège technique de Hamamatsu. Elle acquiert le statut d'université nationale en 2004.

## Composantes

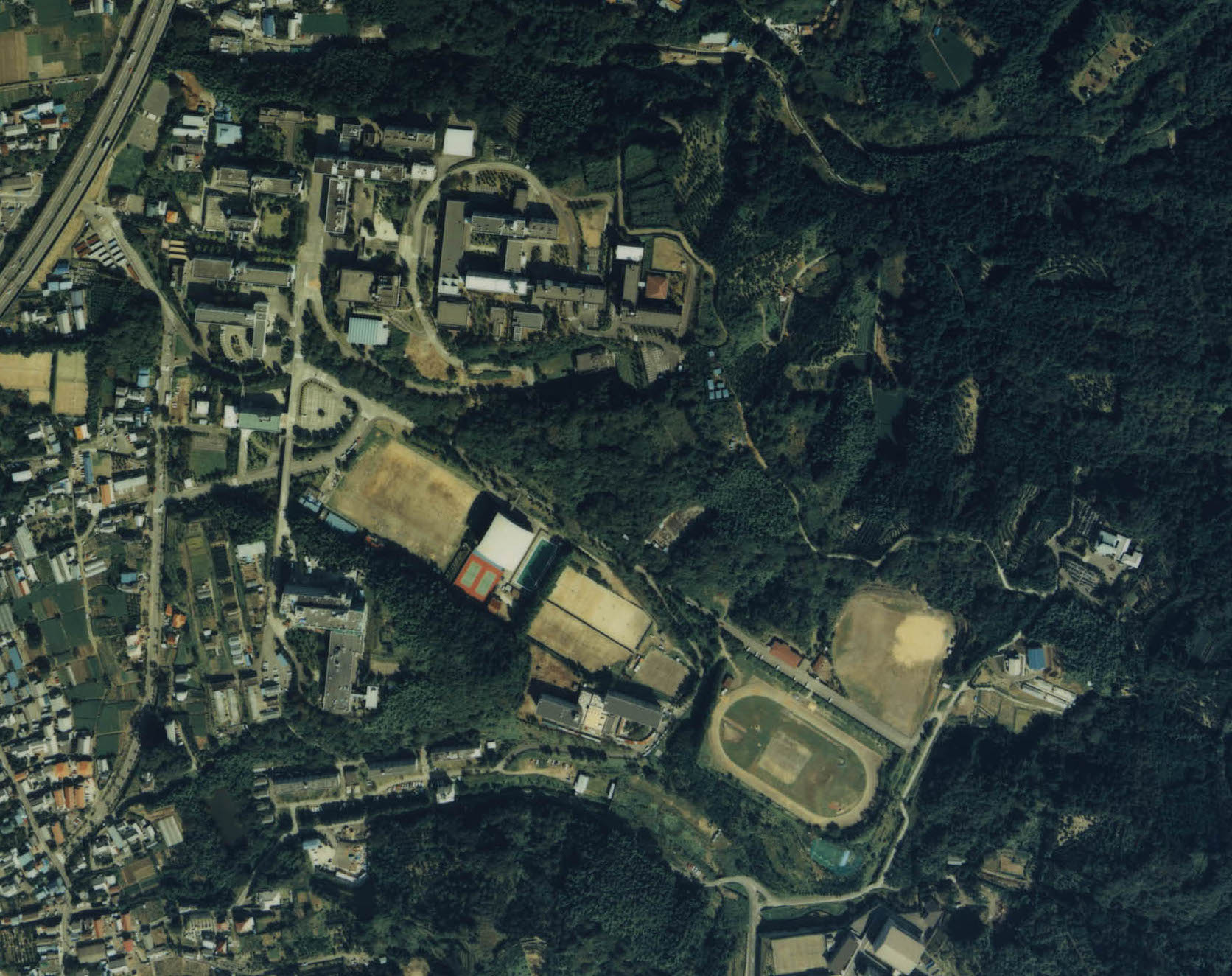
Campus de Shizuoka vu du ciel.

L'université est structurée en facultés de 1er cycle (学部, gakubu), qui ont la charge des étudiants de 1er cycle universitaire, et en facultés de cycles supérieurs (研究科, kenkyūka), qui ont la charge des étudiants de 2e et 3e cycle universitaire.

### Facultés de1ercycle
En 2010, l'université comptait six facultés de 1er cycle :
- faculté de sciences humaines et sociales ;
- faculté d'éducation ;
- faculté d'informatique ;
- faculté de science ;
- faculté d'ingénierie ;
- faculté d'agriculture.

### Facultés de cycles supérieur
L'université compte sept facultés de deuxième ou troisième cycle universitaire :
- faculté de sciences humaines et sociales ;
- faculté d'éducation ;
- faculté d'informatique ;
- faculté de science ;
- faculté d'ingénierie ;
- faculté d'agriculture ;
- faculté de droit.

### Centres de recherche
L'université de Shizuoka héberge plusieurs centres de recherche dont un institut d'électronique te des laboratoires spécialisés dans la radiochimie.